# Eraclio (nome)
Eraclio  è un nome proprio di persona italiano maschile.

## Varianti
- Maschili: Eracleo[1], Eralio[1]
- Femminili: Eraclia[1], Eraclea[1]

### Varianti in altre lingue
- Albanese: Irakli[2]
- Basco: Erakil[3]
- Catalano: Heracli[3], Eracli[4]
- Georgiano: ერეკლე (Erek'le)[5]
- Greco antico: Ἡράκλειος (Hērákleios)[1][5]
- Latino: Heraclius[1][5], Heracleus[1]
- Russo: Ираклий (Iraklij)[5]
- Spagnolo: Heraclio[3][5], Eraclio[4]

## Origine e diffusione
Continua, tramite il latino Heraclius, l'antico nome greco Ἡράκλειος (Hērákleios); al pari di Ercolano, si tratta di un nome teoforico riferito ad Eracle, e significa quindi "sacro ad Eracle", "dedicato ad Eracle".
In Italia è supportato dal culto di vari santi, ma è raro; negli anni 1970 se ne contavano circa seicento occorrenze, varianti incluse, attestate principalmente al Centro e al Nord.

## Onomastico
L'onomastico si può festeggiare in memoria di vari santi, alle date seguenti:
- 2 marzo, sant'Eraclio, martire a Porto Romano sotto Diocleziano[6]
- 11 marzo, sant'Eraclio, martire a Cartagine sotto Valeriano[6]
- 17 maggio, sant'Eraclio, martire con san Paolo a Noviodunum (oggi Isaccea)[6][7]
- 26 maggio, sant'Eraclio, martire con Felicissimo e Paolino a Todi[6] (in realtà probabilmente da identificare con il santo del 17 maggio[7])
- 8 giugno, sant'Eraclio, vescovo di Sens[6]
- 22 giugno, sant'Eraclio, soldato romano, martire a Verulamium sotto Diocleziano[6]
- 1º settembre, sant'Eraclio, sacerdote africano, esiliato dai Vandali ariani in Campania[3][6]
- 22 ottobre, sant'Eraclio, martire con altri compagni[6]

## Persone
- Eraclio, filosofo greco antico
- Eraclio, politico romano
- Eraclio I, imperatore romano d'oriente
- Eraclio II, imperatore romano d'oriente
- Eraclio di Alessandria, patriarca di Alessandria
- Eraclio I di Cachezia, re di Cachezia
- Eraclio di Cesarea, arcivescovo cattolico francese
- Eraclio di Edessa, generale romano
- Eraclio II di Georgia, re di Cartalia e Cachezia
- Eraclio il Vecchio, generale bizantino
- Eraclio Gerbella, cornista e direttore d'orchestra italiano

### Varianti
- Iraklij Manelov, calciatore russo